# 学校法人菅原学園
学校法人菅原学園（がっこうほうじんすがわらがくえん）とは、宮城県仙台市に本部を置く学校法人。
私学の振興を志し、昭和24年9月に「仙台簿記学校」を開校。 現在は専門学校5校、幼稚園2園、保育園、至誠館大学を運営し、それぞれの教育と「豊かな人間性を育む」ことを目指す教育理念に基づき、社会の即戦力となる多数の優秀な人材を輩出。 キャリア（専門力）カレッジ（人間力）を教育目標に掲げている。

## 沿革
- 1949年（昭和24年）9月 仙台簿記学校（仙台総合ビジネス公務員専門学校の前身）・設立許可
- 1951年（昭和31年）7月 財団法人菅原学園仙台経理専門学校と改称
- 1960年（昭和35年）3月 学校法人菅原学園と組織変更、知事許可
- 1972年（昭和47年）4月 鶴ケ谷幼稚園開園
- 1975年（昭和50年）4月 仙台電子専門学校（専門学校デジタルアーツ仙台の前身）開校
- 1979年（昭和54年）4月 鶴が丘幼稚園開園
- 1983年（昭和58年）11月 総合学園「キャリアカレッジ」構想発表
- 1984年（昭和59年）4月 仙台ビジネス専門学校（仙台総合ペット専門学校の前身）開校
- 1991年（平成3年）3月 こどもの国幼稚園園舎完成（室内温水プール併設）
- 1991年（平成3年）4月 日本情報ビジネス専門学校（専門学校デジタルアーツ東京の前身）開校
- 1995年（平成7年）4月 仙台福祉専門学校（仙台保健福祉専門学校の前身）開校
- 1998年（平成10年）4月 仙台電子専門学校を専門学校デジタルアーツ仙台に校名変更
- 2000年（平成12年）4月 日本情報ビジネス専門学校を専門学校デジタルアーツ東京に校名変更
- 2003年（平成15年）4月 仙台経理専門学校を仙台情報ビジネス専門学校に校名変更
- 2004年（平成16年）4月 仙台ビジネス専門学校を仙台総合ペット専門学校に校名変更
- 2007年（平成19年）4月 鶴ケ谷マードレ保育園開園 仙台福祉専門学校の校名変更及び校舎移転し、仙台保健福祉専門学校となる（泉区明通2-1-1に移転）
- 2013年（平成25年）4月 仙台情報ビジネス専門学校を仙台総合ビジネス公務員専門学校に校名変更
- 2017年（平成29年）4月 「社会福祉法人まほろばまほろばの里向山」開所
- 2019年（平成31年）4月　学校法人萩至誠館を吸収合併 　9月 創立70周年を迎える
- 2024年（令和6年）4月 仙台保健福祉専門学校を仙台総合医療大学校に校名変更

## 系列校
- 仙台総合ビジネス公務員専門学校
- 仙台総合医療大学校
- 専門学校デジタルアーツ仙台
- 専門学校デジタルアーツ東京
- 仙台総合ペット専門学校
- こどもの国幼稚園
- 鶴ヶ谷幼稚園
- 鶴ケ谷マードレ保育園
- 至誠館大学